# An allem sind die Juden schuld
An allem sind die Juden schuld ist ein politisch-satirisches Couplet des deutschen Komponisten Friedrich Hollaender. Es wurde im September 1931 als Teil der Revue Spuk in der Villa Stern in Hollaenders Berliner Kabarett Tingel-Tangel-Theater uraufgeführt.

## Couplet
Das Couplet wendet sich gegen das antisemitische Feindbild vom Juden, der „hinter allem Übel dieser Welt steckt“, indem es dieses Feindbild durch die überzeichnende Darstellung seiner typischen Argumentationsweise ad absurdum führt. Die häufig geübte antisemitische Praxis, Schuldzuweisungen gegen „die Juden“ ohne Angabe von Gründen oder mit nicht beweisbaren oder überprüfbaren Argumenten zu rechtfertigen, treibt der Refrain des Liedes ironisch auf die Spitze. Er „beweist“ in tautologischer Argumentationsweise die „Schuld“ der Juden mit der Begründung, sie rühre daher, dass sie „[nun mal] dran schuld seien“.
Der Refrain lautet:
An allem sind die Juden schuld!

Die Juden sind an allem schuld!

Wieso, warum sind sie dran schuld?

Kind, das verstehst du nicht, sie sind dran schuld.

Und Sie mich auch! Sie sind dran schuld!

Die Juden sind, sie sind und sind dran schuld!

Und glaubst du’s nicht, sind sie dran schuld,

an allem, allem sind die Juden schuld!

Ach so!

### Aufbau und satirische Technik
Die einzelnen Strophen ergehen sich in augenzwinkernder Weitertreibung gängiger antisemitischer Vorwürfe gegen „das Judentum“, wie z. B. der alleinigen Verantwortlichkeit für „Weltkatastrophen“ wie den Ersten Weltkrieg, die Russische Revolution von 1917 oder die Wirtschaftskrisen der Nachkriegszeit, also umfassende politische und wirtschaftliche Ereignisse und Prozesse, die der Kontrolle des einzelnen Menschen entzogen sind. So sind die Juden im Lied daran schuld, dass es regnet, hagelt, schön ist oder bewölkt, der Schnee weiß und kalt ist und das Feuer heiß, das Einkommen falsch geschätzt wurde oder „ob du hustest, ob du niest“.
Der Text kritisiert den Antisemitismus im Allgemeinen und die Förderung der NSDAP durch die deutsche Industrie im Besonderen. Die Nationalsozialisten waren in der Reichstagswahl 1930 von einer Splitterpartei zur zweitstärksten Partei im Reichstag aufgestiegen.
Während Hollaender den Text des Liedes selbst verfasste, griff er bei der Melodie, mit der er seinen Text unterlegte, auf die Arie Habanera aus Georges Bizets Oper Carmen zurück. Die Erstinterpretin Annemarie Hase trug es auch recht „spanisch“ vor.
Die vertraute Melodie verknüpft Hollaenders Verse mit dem deutschen Operntext. Während im Original gesungen wird, dass die „Liebe von Zigeunern stammt“, behauptet die Parodie in grotesker Umkehrung, dass alles nur erdenkliche Übel von Juden herrühre. Der Text selbst, und auch die Verbindung mit der Musik der „Habanera“, führt zu einem Zustand der Widersprüchlichkeit, der auf die Paradoxie der antisemitischen Parolen aufmerksam machen soll.
Der Musiktheoretiker Dietmar Klenke kennzeichnet Hollaenders Chanson als Musterbeispiel für den Mechanismus der „Sündenbockprojektion“ und urteilt über die satirische Effektivität von Hollaenders Lied: „Mit der Melodie verbanden die Zeitgenossen [entsprechend der Handlung von Bizets Carmen] der Weimarer Jahre die Welt der Zigeuner, hier eine junge Zigeunerin, die sich in amoralischer Weise über das schlüpfrige Gebiet der Sexualität äußert. [...] Indem der Komponist einem biederen Nationalsozialisten diese Melodie in den Mund legte, machte er ihn in den Augen aufgeklärter Zeitgenossen lächerlich. Die unpassende Melodie sollte helfen, das NS-Weltbild als unausgegoren zu entlarven.“ Er fügt hinzu, dass die „provokative Schärfe“ des Chansons nur verstehbar sei, „wenn man sich [die] Konfrontationsstimmung [und] Feindseligkeit veranschaulicht“, mit der die Lager in der Weltwirtschaftskrise aufeinanderprallten.

### Anspielungen
- Ob der Prinz of Wales schwul – Der damalige Prince of Wales und spätere Eduard VIII. war wohl nicht schwul, aber es kursierten Gerüchte. Im März 1926 hatte z. B. die Homosexuellen-Zeitschrift „Das Freundschaftsblatt“ ihre Leser nach der „populärsten Persönlichkeit unserer Bewegung“ gefragt. Unter den Einsendungen tauchte auch „The Prince of Wales“ auf.[5]
- Ob der Dietrich dich versteuert – Hermann Dietrich war von 1930 bis 1932 deutscher Finanzminister.
- Ob die Dietrich Kopf bis Fuß – Spielt auf Marlene Dietrich an und ihren Welthit Ich bin von Kopf bis Fuß auf Liebe eingestellt, ebenfalls von Hollaender, aus dem 1930 angelaufenen Film Der blaue Engel.
- Ob Okasa sich verteuert – Das Aphrodisiakum „Okasa“ wurde ab 1926 in Berlin hergestellt.[6]
- Ob es kriselt bei der Danat – Die Darmstädter und Nationalbank, kurz Danat, war die zweitgrößte Bank Deutschlands. Ihr Zusammenbruch löste 1931 einen Bankensturm aus, der zu einer Bankenkrise führte.
- Ob die Garbo ’n hohlen Zahn hat – Greta Garbo
- Daß der Heine gar nicht übel – Heinrich Heine
- Und der Einstein ganz begabt – Albert Einstein

Nach jeweils acht solcher Zeilen folgt der Refrain: „An allem sind die Juden schuld!“

### Ausgaben
Infolge des großen Erfolgs der Revue machte Electrola eine Aufnahme mit der Originalinterpretin Annemarie Hase und fertigte Testpressungen an. Die Platte kam jedoch nie in den Handel, womöglich weil Electrola im Zuge der Wirtschaftskrise ihre Produktion drosselte. Einige Exemplare blieben erhalten, so dass die Aufnahme Jahrzehnte später auf CD veröffentlicht werden konnte.
Eine Notenausgabe des Chansons ist in dem Buch Das Chanson im deutschen Kabarett 1901–1933 von Walter Rösler, Henschelverlag, Berlin 1980 (S. 295 f.) abgedruckt.

## Die Revue. Hitler als Spukgespenst
Hollaender verlor sich im Showgeschäft Anfang der dreißiger Jahre nicht in politischer Belanglosigkeit. Der „Spuk“ im Hause Stern ist kein Geringerer als Adolf Hitler:
Huhu! Du Du! Ich bin der kleine Hitler und beiße plötzlich zu!
Ihr alle werdet in den bösen Sack gesteckt!
Huhu! Hihi! Haha? Wauwau! – Kein Aas hat sich erschreckt!
Er gibt auch den Baron Münchhausen, lügt das Blaue vom Himmel und wird doch am Ende vorgeführt:
Lüge, Lüge, Lüge, Lüge, Lüge,
alles was der Mann geseh’n,
aber er erzählt so schön!

## Rezeption
Der Central-Verein deutscher Staatsbürger jüdischen Glaubens erhob kurz nach der Premiere von Hollaenders Chanson Protest: Er charakterisierte das Stück als „Schulbeispiel einer Verkennung und Verzerrung […], wie sie die antisemitische Agitation nicht anders darstellen würde“ und nannte das Chanson „widerlich und abstoßend“.
Eine Rezension in der katholisch geprägten Zeitung Germania urteilte: „Die Revue wurde geschrieben für ein jüdisches Publikum, das sich zu nobilitieren glaubt, indem es seine Affekte und Komplexe gegen das Milieu, in dem es zu leben gezwungen ist, abreagiert in einer Weise, die einen voreingenommenen Goi leicht antisemitisch machen kann.“
Hollaenders Revue erwies sich trotz solcher Kritik als ausgesprochen erfolgreich. Bereits im November 1931 wurde sie zum 100. Mal aufgeführt: „Hollaender bleibt Friedrich der Große in dieser Art von Kleinkunst“, hieß es im Film-Kurier.
Während der Rest der Revue bald in Vergessenheit geriet, erwies sich An allem sind die Juden schuld als ein dauerhaft populäres Lied. Nach Annemarie Hase wurde das Stück unter anderem noch von bekannten Künstlern wie Marlene Dietrich, Katja Ebstein, Irmhild Wagner und Bernd Stephan interpretiert. Im Fernsehen wurde es darüber hinaus unter anderem als Hintergrundmusik einer Szene der Filmbiografie Hitler – Der Aufstieg des Bösen verwendet.